# Mohamed El Hédi Belkadhi
 (janvier 2018).
Si vous disposez d'ouvrages ou d'articles de référence ou si vous connaissez des sites web de qualité traitant du thème abordé ici, merci de compléter l'article en donnant les références utiles à sa vérifiabilité et en les liant à la section « Notes et références ».
Mohamed El Hédi Belkadhi, né en 1905 à Tunis et mort en 1979, est un religieux et théologien tunisien.

## Famille
Il naît dans une famille de l'ancienne notabilité tunisoise : l'ancêtre des Belkadhi, d'origine turque et installé en Tunisie au XVIIe siècle, exerce probablement la fonction de juge, d'où le nom patronymique, ses descendants se distinguant dans la production de la chéchia jusqu'au XIXe siècle. Plus tard, avant la fin du XIXe siècle, on y trouve des religieux réputés, basés dans la capitale, Tunis.
Son père Mohamed est cadi selon le rite hanéfite de 1912 à 1917 ; son frère est le théologien Mohamed Chedly Belkadhi.

## Carrière
Belkadhi pratique l'enseignement à la Zitouna dès les années 1930, après avoir été conseiller à la Cour de cassation de Tunis. Après l'indépendance, il obtient la fonction de mufti de la République, qu'il occupe de 1970 à 1976.